# Jean Ziegler

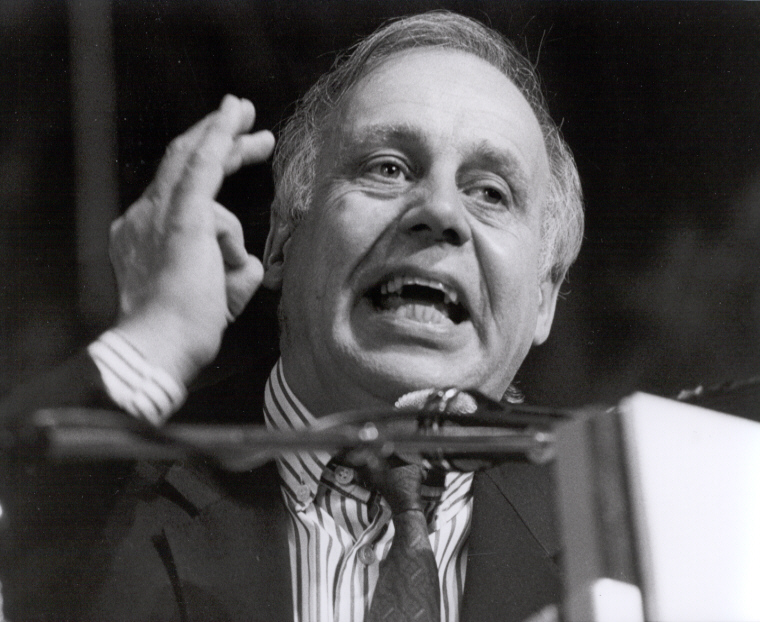
Jean Ziegler (1991)

Jean Ziegler (* 19. April 1934 als Hans Ziegler in Thun, heimatberechtigt in Bern und Genf) ist ein Schweizer Soziologe, Politiker, Sachbuch- und Romanautor. Von 1967 bis zu seiner Abwahl 1983 und erneut von 1987 bis 1999 war er Genfer Abgeordneter im Nationalrat für die Sozialdemokratische Partei.
Von 2000 bis 2008 war er UNO-Sonderberichterstatter für das Recht auf Nahrung – zuerst im Auftrag der Menschenrechtskommission, dann des Menschenrechtsrats – sowie Mitglied der UNO-Task Force für humanitäre Hilfe im Irak. 2008 bis 2012 gehörte Ziegler dem Beratenden Ausschuss des Menschenrechtsrats der Vereinten Nationen an; im September 2013 wurde er erneut in dieses Gremium gewählt. Er ist ausserdem im Beirat der Bürger- und Menschenrechtsorganisation Business Crime Control.

## Leben

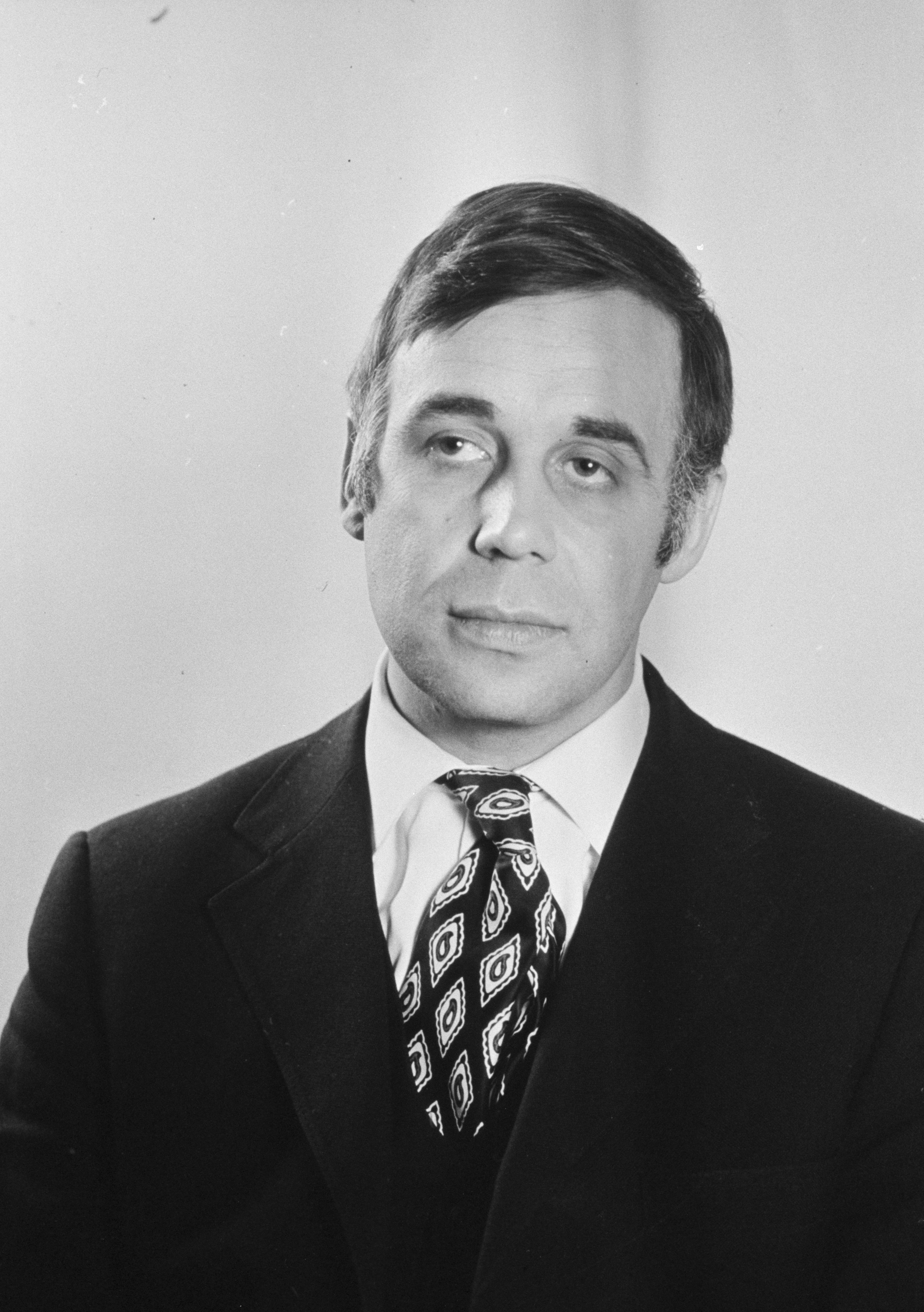
Jean Ziegler (1971)

Jean Ziegler wuchs als Sohn eines deutschsprachigen protestantischen Amtsrichters in Thun auf. Ab 1953 studierte er Recht in Bern und Genf, ab 1956 Recht und Soziologie in Paris und ab 1959 Soziologie in New York. 1958 doktorierte er in Recht und wurde 1967 Privatdozent für Soziologie in Bern. Während seines Studiums der Rechtswissenschaften trat er dem Schweizerischen Zofingerverein (Zofingia) bei. Die Behauptung, er sei damals überzeugter Antikommunist gewesen, bezeichnet er als Unsinn.
Nach eigenen Aussagen bewog ihn jedoch das Elend, mit dem er in seiner Eigenschaft als Vertreter der UN während eines zweijährigen Afrika-Aufenthalts konfrontiert wurde, zu einer radikalen Änderung seiner Grundauffassungen. (Dieser Aufenthalt fiel in die Zeit unmittelbar nach der Ermordung des ersten kongolesischen Ministerpräsidenten Patrice Lumumba (1925–1961) und war zusätzlich geprägt von den daraus resultierenden politischen Spannungen.) Seine Eindrücke aus Afrika hat er in seinem Roman Das Gold von Maniema (1996) verarbeitet.
Der Schwarze Kontinent lag und liegt ihm weiter am Herzen. So protestierte er im Jahre 1999 zusammen mit Alfred Werner und vierzig weiteren Persönlichkeiten gegen ein Darlehen der Schweiz an Südafrika.
Ziegler war befreundet mit Jean-Paul Sartre und Simone de Beauvoir. Sie war es, die ihn mit Nachdruck anregte, seinen Vornamen in Jean zu ändern. Als sie Zieglers ersten Artikel redigierte, strich sie seinen Vornamen durch, ersetzte ihn durch Jean und sagte: «Hans‚ das ist doch kein Name!» Ziegler war auch mit Che Guevara befreundet, er war dessen Chauffeur während der Teilnahme Kubas an der ersten Weltzuckerkonferenz der UNO in Genf im April 1964. Auf seinen Wunsch, dass er ihn bei der Rückreise nach Kuba mitnehme, habe Che geantwortet: «Dein Platz ist hier. Hier ist das Gehirn des Monsters, hier musst du kämpfen.» Ziegler blieb in der Schweiz, studierte fortan Soziologie, trat vom Protestantismus zum Katholizismus über und verwendete an Stelle der deutschen die französische Sprache.

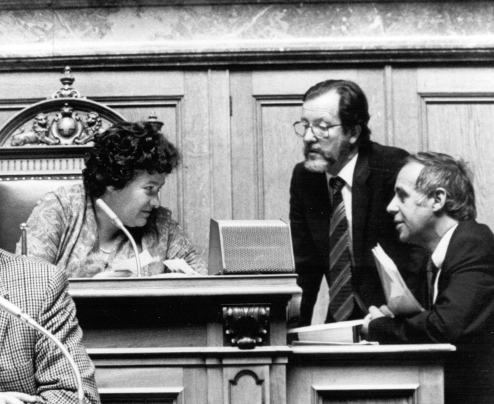
Jean Ziegler (rechts) im Gespräch mit der Schweizer Nationalratspräsidentin Hedi Lang (1981/82)

1970 vermittelte Ziegler einen Kontakt zwischen der damals offen terroristisch agierenden Palästinensischen Befreiungsorganisation PLO und dem Schweizer Aussenminister Pierre Graber, wonach gemäss Marcel Gyr ein Stillhalteabkommen getroffen worden sei. Die Schweiz hätte demnach von weiteren terroristischen Aktionen verschont bleiben sollen, dafür hätte sie die PLO in ihrem Bemühen um ein Büro am UNO-Sitz in Genf unterstützt. Zudem wurde die Anklageerhebung gegen einen palästinensischen Verdächtigen des Anschlages auf den Swissair-Flug 330 (mit 47 Toten) aus unbekannten Gründen eingestellt. Als das bis 2016 geheim gehaltene Abkommen publik wurde, versuchte Ziegler es damit zu rechtfertigen, dass er «in guter Absicht» gehandelt habe. Die palästinensischen Kommandos hätten sich laut Ziegler «im bewaffneten Befreiungskampf [befunden]», so dass «unter diesen Umständen gegen eines ihrer Mitglieder strafrechtlich vorzugehen, nicht empfehlenswert gewesen [wäre]». Ziegler erwähnte auch, dass er sich bei den Hinterbliebenen entschuldigen wolle.
Bis zu seiner Emeritierung im Mai 2002 war Ziegler Professor für Soziologie an der Universität Genf sowie ständiger Gastprofessor an der Sorbonne in Paris.
In seinen Sachbüchern kritisierte Ziegler mehrfach die historische Rolle der Schweiz, unter anderem wegen ihres Verhaltens in der Zeit des Nationalsozialismus. Er warf den politisch und wirtschaftlich Verantwortlichen jener Jahre vor, durch den Waren- und Kapitalverkehr mit dem Deutschen Reich über Geldwäsche und Handel mit Gold den Zweiten Weltkrieg verlängert zu haben.
Ebenfalls kritisierte er die Sowjetunion für ihren Einmarsch in Afghanistan.

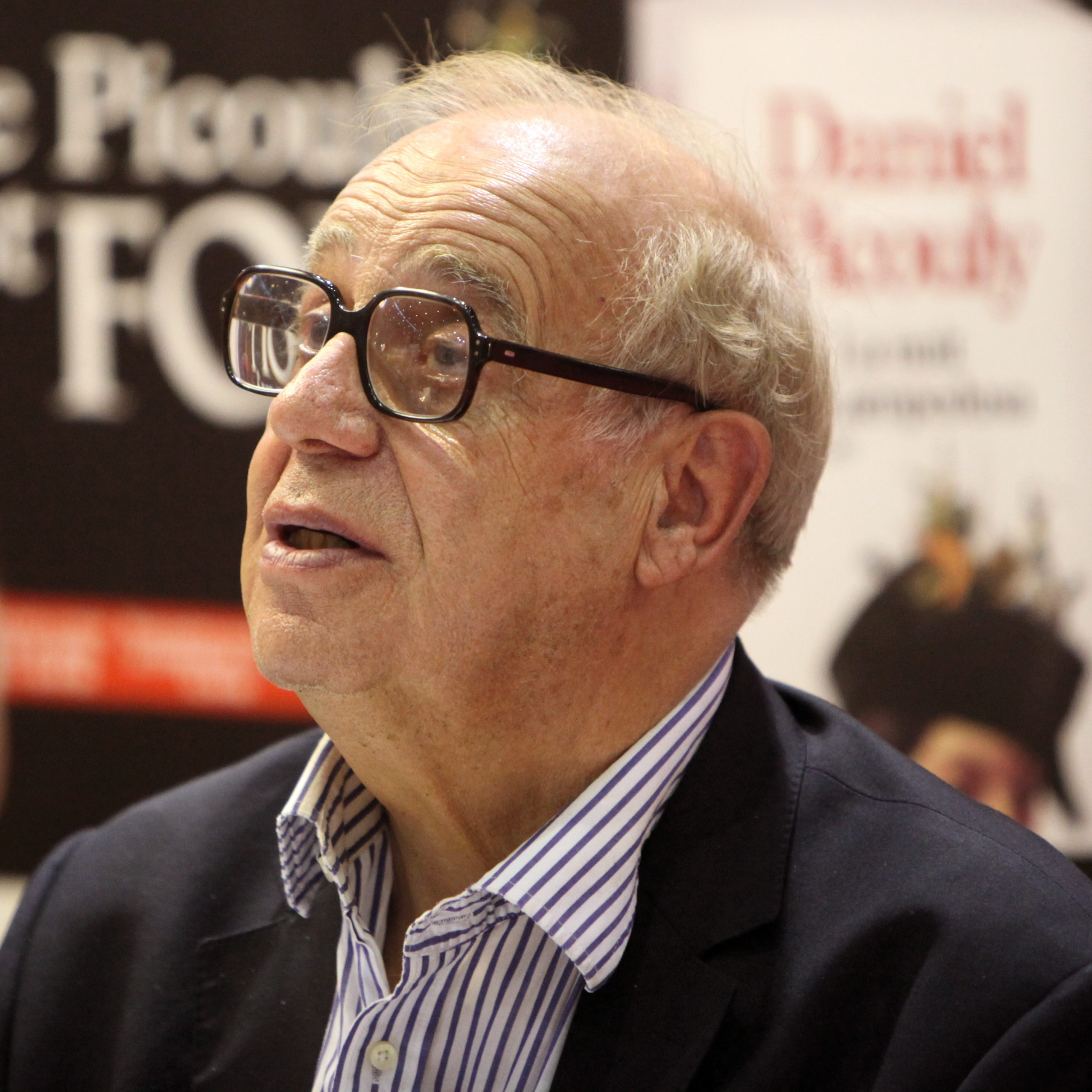
Jean Ziegler (2011)

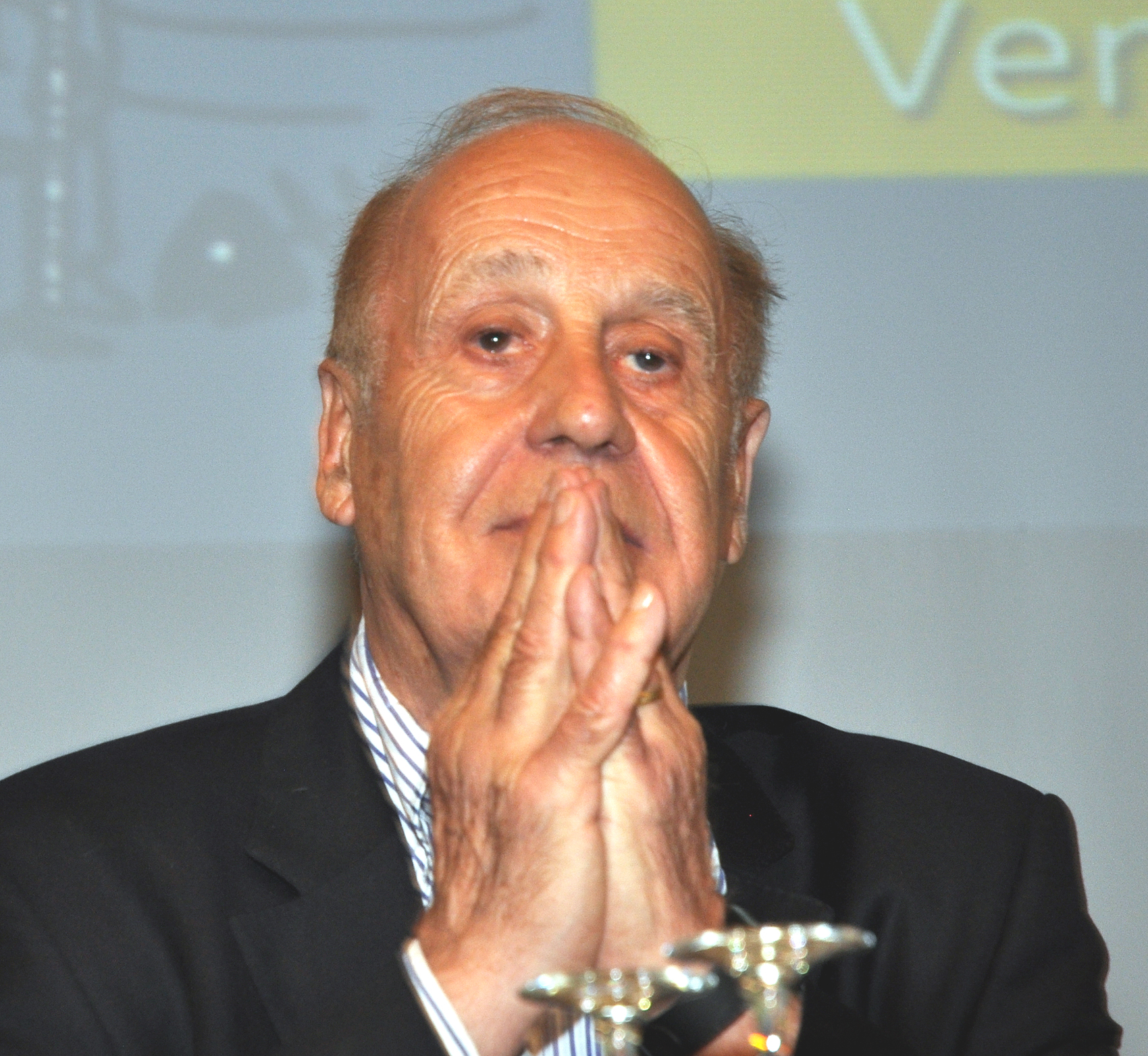
Jean Ziegler beim «Gipfel der Alternativen» 2015 in München

Wegen massiver Kritik an Schweizer Politik, Wirtschaft, Finanzwesen sowie deren Institutionen in seinen Publikationen wurde er immer wieder als «Landesverräter» angegriffen und von mehreren Instituten und Privatpersonen, zum Teil erfolgreich, zivil- und strafrechtlich belangt. Die Verurteilungen zu Schadensersatzleistungen trieben ihn in den wirtschaftlichen Ruin. Im Jahr 2011 soll sein Schuldenstand nach eigener Aussage bei 5,5 bis 6 Millionen Euro gelegen haben, die vor allem aus verlorenen Prozessen wegen Rufschädigung und ähnlichem stammen, die durch von ihm zuvor kritisierte Unternehmer und Banken angestrengt wurden. Ziegler meinte dazu in einem Interview, dass ihn alleine die Bezeichnung eines bekannten Schweizer Wirtschaftsanwalts als «Geier» 320'000 Schweizer Franken gekostet habe, der allerdings später rechtskräftig als Betrüger verurteilt worden und daher nun legal auch so bezeichnet werden dürfe. Moussa Traoré, der 23 Jahre Präsident von Mali (einem der ärmsten Länder der Welt) war, bekam 180'000 Franken Schadensersatz zugesprochen. Ziegler hatte ihn als «Kleptokrat» bezeichnet und geschrieben, dass dieser zwei Milliarden US-Dollar aus der Staatskasse auf sein Privatkonto in der Schweiz verschoben habe, während die Menschen in seinem Land an Hunger starben. Traoré wurde später in Mali wegen der Veruntreuung von Staatsgeldern zum Tode verurteilt. Die Bezeichnung des chilenischen Diktators Augusto Pinochet als «Faschist» sei dagegen mit 2000 Franken Bussgeld wegen «übler Nachrede» eher günstig gewesen. Ziegler hat ferner mehrfach öffentlich bekannt, wegen der Prozessschulden insolvent zu sein. Das Haus in Russin bei Genf, in dem er wohne, gehöre daher seiner Frau, und sein Auto sei nur geleast. Er ist seit 1999 mit der Schweizer Kunsthistorikerin und ehemaligen Universitätsdozentin Erica Deuber Ziegler (* 1942) verheiratet. In erster Ehe war er mit der ägyptischen Soziologin Wédad Zénié (* 1940; Mutter seines Sohnes Dominique Ziegler) verheiratet.
Ziegler setzte sich im Zuge der Arbeiten zu seinem Buch «Die Schweiz, das Gold und die Toten» sehr dafür ein, dass Angehörige der Opfer der Shoa Zugang zu den sogenannten «vergessenen» Bankkonten in der Schweiz bekommen konnten. Dies hatte zur Folge, dass Ziegler in der Schweiz wegen Landesverrat angeklagt wurde. Die Schweizer Banken, die die Konten der ermordeten Juden und Jüdinnen einfach in die stillen Reserven ihrer Banken überführt und sich das Geld auf diese Weise illegitim angeeignet hatten, mussten letztendlich in einem Vergleich rund 1,2 Milliarden Dollar bezahlen. Ziegler sagte, dass die Zahlung der Entschädigungen an die Nachfahren der Opfer des NS-Regimes trotz der vergleichsweise geringen Summe ein gewisser Erfolg gewesen sei.
Von September 2000 bis April 2008 war Ziegler UNO-Sonderberichterstatter für das Recht auf Nahrung. In dieser Funktion verfasste er neben jährlichen allgemeinen Berichten und Empfehlungen Länderberichte zu Niger (2002), Brasilien (2003), Bangladesch, den Palästinensergebieten (2004), Äthiopien, der Mongolei (2005), Guatemala, Indien, dem Libanon und Niger (2006), Kuba und Bolivien (2007). Er forderte unter anderem ein fünfjähriges Moratorium auf landwirtschaftlich erzeugte Biotreibstoffe, ein provisorisches Bleiberecht für Hungerflüchtlinge und einen Verhaltenskodex für nichtstaatliche Akteure – insbesondere Unternehmen – bezüglich des Rechts auf Nahrung.
Am 26. März 2008 wurde Ziegler mit 40 von 47 Stimmen in den Beratenden Ausschuss des Menschenrechtsrats gewählt, wo er gemäss Losentscheid für ein Jahr Einsitz nahm. Trotz zunehmender Kritik etwa durch die US-amerikanische UNO-Botschafterin Samantha Power und die vom «American Jewish Committee» gegründete Organisation UN Watch wurde Ziegler am 26. September 2013 erneut zum Berater des UNO-Menschenrechtsrats gewählt. Er setzte sich gegen den spanischen Gegenkandidaten Fernando Mariño Menéndez mit 33 zu 12 Stimmen durch.
Im Jahr 2014 schrieb Ziegler das Vorwort für das Buch Mein Weg vom Kongo nach Europa des kongolesischen Autors und Aktivisten Emmanuel Mbolela. Ziegler, der dem Kampf um die Unabhängigkeit des Kongo seinen bisher einzigen Roman widmete, schrieb im Vorwort: «Emmanuel Mbolelas Buch ist deshalb so beeindruckend, weil es nicht nur ein Buch der mutigen, detailgenauen Brandmarkung ist, sondern auch ein Buch der unausrottbaren Hoffnung. Ein Buch des Widerstandes, des Aufstandes des Gewissens.»

## Politische Haltung

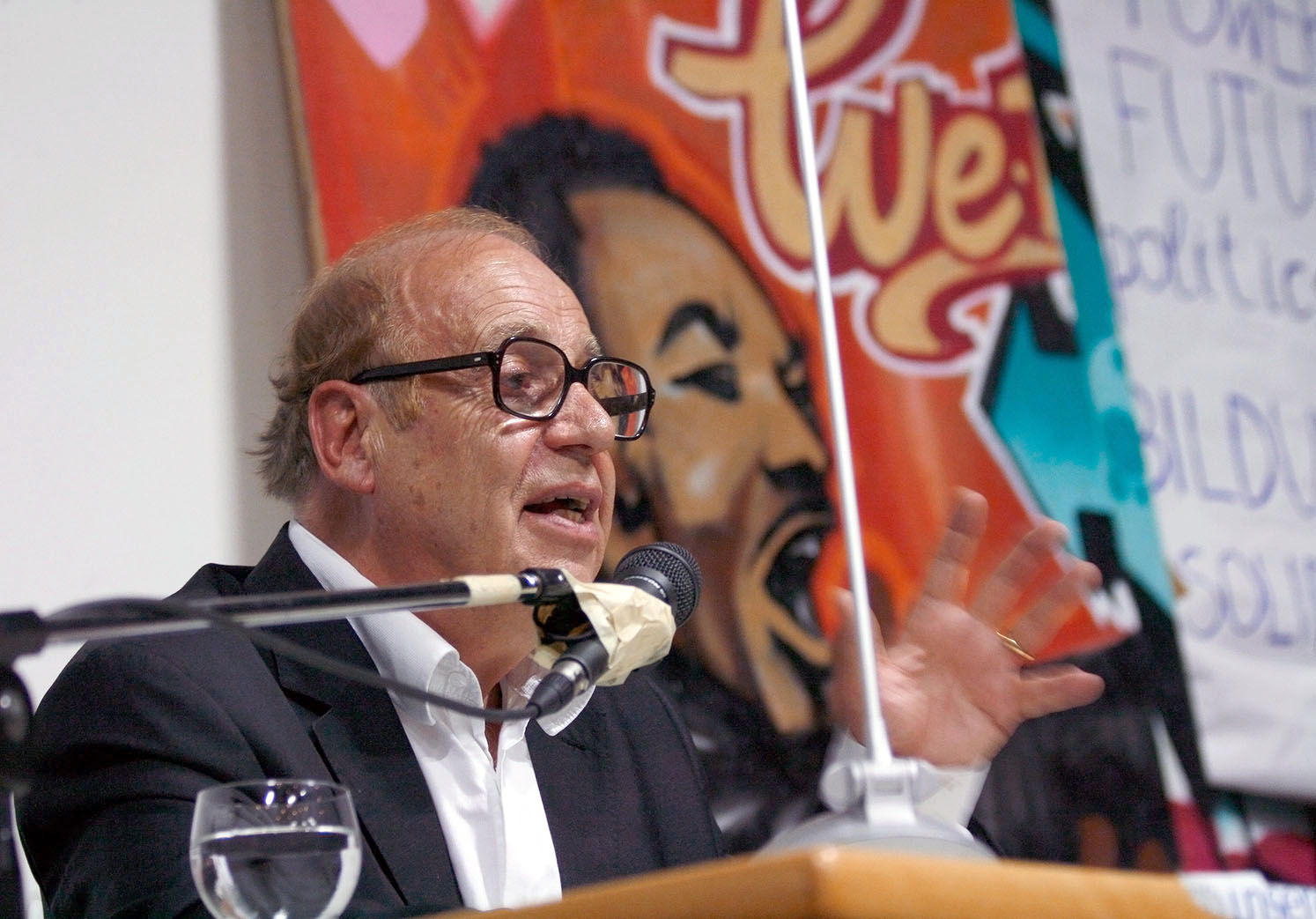
Ziegler im besetzten Audimax der Universität Wien (2009)

Ziegler, der seit Jahrzehnten unverändert Mitglied der Sozialdemokratischen Partei der Schweiz ist, gilt als entschiedener Gegner des globalisierten Kapitalismus. In einem Interview mit der linken Tageszeitung junge Welt bescheinigte er «den 500 größten transnationalen Konzernen» zwar eine «unglaubliche Produktivkraft», aber sie funktionierten nur nach einem Prinzip, «der Profitmaximierung, in kürzester Zeit, zu jedem menschlichen Preis.» Das müsse beendet werden, «bevor es uns zerstört.» Er kritisiert eine «Refeudalisierung in der Welt» und bezeichnet sich selbst als Kommunist im Sinne der Redewendung von Karl Marx «Jeder nach seinen Fähigkeiten, jedem nach seinen Bedürfnissen». Die Pariser Kommune von 1871 sieht er nach dieser Redewendung als «einzigen kommunistischen Staat, den es je gegeben hat» an. Staaten im früheren Ostblock wie die Sowjetunion ordnet er auf Grund ihrer Politik hingegen als «Terrorstaaten» ein. Kubas Politik lobt er im Hinblick auf Ernährung, Gesundheit und Bildung der Bevölkerung. Er bestreitet, dass Kubaner generell an der Ausreise gehindert würden und dass Kuba ein Spitzelstaat sei. Das Land werde vielmehr von einer von Amerikanern beherrschten Mediengesellschaft permanent in einer völlig zynischen Art diffamiert. Probleme mit der Menschenrechtssituation in Kuba wolle er nicht unter den Tisch kehren, erachtet andere Probleme aber als wichtiger für die Weltgemeinschaft.
Unternehmen – besonders multinationalen Konzernen – wirft er vor, jede Verantwortung für Menschenrechte oder Umweltschutz abzulehnen, und so wesentlich für den Welthunger mitverantwortlich zu sein. Konzerne übten ferner beträchtlichen Einfluss auf die Politik aus und bedrohten damit die Demokratie. Ziegler bezeichnet Hungertod als Mord. Das Bevölkerungswachstum als Ursache für Hunger bezeichnet Ziegler als «kompletten Blödsinn», da die Weltlandwirtschaft 12 Milliarden Menschen ernähren könne. Seiner Ansicht nach dient die Erklärung des Welthungers als Folge von «Überbevölkerung» dazu, das schlechte Gewissen zu beruhigen.
Insbesondere in der US-amerikanischen Politik unter George W. Bush sah Ziegler eine Politik, die auf Konzerninteressen und die «Oligarchie des amerikanischen Finanzkapitals» ausgerichtet gewesen sei. Dies sei der Grund, weshalb die USA weltweit menschenrechtsverletzende Regimes – als solche sieht Ziegler u. a. Russland unter Wladimir Putin wegen des Kriegs in Tschetschenien und Israel wegen der Besetzung der Palästinensergebiete – unterstützten und die Teilnahme am Kyoto-Protokoll und das Verbot von Anti-Personen-Minen abgelehnt hätten. Den Irakkrieg und den weltweiten «Krieg gegen den Terror» sieht Ziegler als Massnahmen im Interesse US-amerikanischer Erdölkonzerne.
Jean Ziegler sagte in der Schweiz am Sonntag vom 5. Oktober 2014: «Al-Kaida mit seinen schlafenden Zellen im Westen ist viel gefährlicher für die Welt als der IS. Es ist fürchterlich, was die IS-Milizen tun. Aber der IS verringert im Vergleich zum Terror-Netzwerk al-Kaida die globale Terrorgefahr. Al-Kaida ist eine weltrevolutionäre Mörderbande, der IS letztlich ein limitierter theokratischer Staat.»
Ziegler verurteilte den russischen Überfall auf die Ukraine im Februar 2022 klar. Putin sei ein "absolut unberechenbarer Diktator", er führe einen "Vernichtungskrieg". Aufgrund des Krieges drohen Versorgungsengpässe und Hungersnöte im globalen Süden, insbesondere in Afrika. Er fordert daher u. a. eine Aufstockung der Mittel für das World Food Program der Vereinten Nationen, bereits jetzt seien über 840 Millionen Menschen permanent unterernährt, ein massiver Anstieg dieser Zahlen drohe.

## Kritik an Ziegler

### Vorwurf der Parteilichkeit
Neben der Ablehnung, die Ziegler auf Grund seiner Kritik an der weltweiten Globalisierungs- und Wirtschaftspolitik erfährt, wird er insbesondere von Seiten der vom American Jewish Committee 1993 gegründeten Organisation UN Watch kritisiert, die eine «unfaire Behandlung Israels durch die Vereinten Nationen» beklagt. Nachdem Ziegler 2004 in einem Länderbericht zu den Palästinensischen Autonomiegebieten geschrieben hatte, Israel behindere den Zugang der palästinensischen Bevölkerung zu ausreichender Ernährung, wurde ihm von UN Watch vorgeworfen, er kritisiere fast ausschliesslich die Vereinigten Staaten, Israel und einzelne Konzerne, würde demgegenüber jedoch in zahlreichen Ernährungskrisen gar nicht oder nur «mit diplomatischen Samthandschuhen» agieren.

### Vorwurf, Diktatoren zu unterstützen
In seiner Eigenschaft als Vorsitzender des Jüdischen Weltkongresses kritisierte Ronald Lauder die Ernennung Zieglers für einen Sitz im beratenden Ausschuss des UNO-Menschenrechtsrats im Jahr 2008 und bezeichnete ihn als «selbsterklärten Menschenrechtsaktivisten», der vor allem als «Unterstützer von Diktatoren wie Oberst Gaddafi in Libyen, Robert Mugabe in Simbabwe und Fidel Castro in Kuba» bekannt sei. Der französische Journalist Luc Rosenzweig, langjähriger Redakteur und Deutschlandkorrespondent der Tageszeitung Le Monde, bezeichnete Ziegler als «al-Gaddafi und Castro zu Dank verpflichtet», beziehungsweise als «Anbeter» (adorateur) Castros und «Pantoffellecker» (lécheur de babouches) al-Gaddafis. So soll Ziegler den 1989 ins Leben gerufenen Gaddafi-Preis für Menschenrechte mitbegründet und bis 2010 sowohl in dessen Preis-Kommission gesessen als auch Mitglied dessen siebenköpfigen Exekutivbüros gewesen sein. Er habe damals den Preis als «Anti-Nobelpreis der Dritten Welt» gepriesen.
Im Jahre 2002 wurde Ziegler selbst, gemeinsam mit dem französischen Holocaustleugner Roger Garaudy, dem libyschen Schriftsteller Ibrahim al-Koni und zehn weiteren Schriftstellern und Publizisten mit dieser Auszeichnung bedacht. Ziegler bestritt allerdings, den Preis je entgegengenommen zu haben. Nach dem Beginn des Aufstands in Libyen im Februar 2011 distanzierte er sich von Gaddafi. Auf die Frage, ob er nicht zu lange zu Gaddafi gestanden habe, meinte er im September 2011, dass man ihm vorwerfen könne, dass er den Einladungen zu lange Folge geleistet und dabei nicht gemerkt habe, dass Gaddafi inzwischen «total verrückt geworden» sei.
Im Rahmen der erneuten Kandidatur Zieglers für den Beratenden Ausschuss des UNO-Menschenrechtsrates publizierte die Organisation UN-Watch im September 2013 ein Video, das Ziegler bei der Entgegennahme des «Gaddafi-Preises für Menschenrechte» im Jahr 2002 zeigt. Nachdem Ziegler zuvor jahrelang die Preisverleihung an ihn geleugnet hatte, erklärte er daraufhin, er habe damals den Preis innerhalb von 48 Stunden zurückgegeben. Trotz der Kritik wurde er am 26. September 2013 erneut in den Ausschuss gewählt.

### Vorwurf des Kontakts zu marxistisch-leninistischen Linken
Für Kritik sorgte auch Zieglers Unterstützung der Marxistisch-Leninistischen Partei Deutschlands (MLPD) anlässlich der deutschen Bundestagswahl 2017: In einem Flugblatt der Partei wurde Ziegler mit den Worten zitiert, es sei «sehr wichtig, sich solidarisch, internationalistisch und kämpferisch gegen jegliche rechte Regierungspolitik und reaktionäre und faschistische Organisationen und Propaganda zusammenzuschließen». Auch war eines seiner Bücher im Parteiverlag «Neuer Weg» erschienen, wo auch relativierende und rechtfertigende Schriften über den Stalinismus veröffentlicht wurden. In der Neuen Zürcher Zeitung wurde Ziegler daraufhin «Nicht-wissen-Wollen, Gleichgültigkeit und familiäres Nebeneinander mit Ewiggestrigen» attestiert. Jean Ziegler, nach wie vor unangefochtenes Mitglied der Schweizer Sozialdemokratie, entgegnete, er habe 2017 nicht die MLPD unterstützen wollen, sondern ein «weltweites Linksbündnis für Solidarität mit der dritten Welt» und bestritt jedes Naheverhältnis zum Stalinismus.

### Vorwurf, Gewaltanwendung zu billigen
Im April 2019 meinte er in Bezug auf die Veränderung der seiner Meinung nach äusserst gewalttätigen kapitalistischen Wirtschaftsweise, die eine «kannibalische Weltordnung» hervorgebracht habe, «ohne Gewalt geht es sicher nicht.» Im Jahr 2015 forderte Ziegler in einer Diskussionssendung des ORF, dass «[Lebensmittel-]Spekulanten aufgehängt gehören».
Im Jahr 2015 beantwortete er die Frage, ob Gewalt für ihn eine Option sei, mit «selbstverständlich» und verwies auf die Aussage Che Guevaras, dass «der Guerillero […] ein bewaffneter Lehrer» sei.
2012 verglich er in einem Interview den Neoliberalismus und den deutschen Faschismus mit folgendem Zitat: «Der deutsche Faschismus brauchte sechs Jahre, um 56 Millionen Menschen umzubringen. Der Neoliberalismus schafft das locker in gut einem Jahr.»
Solche Aussagen werden regelmässig von Zieglers politischen Gegnern kritisiert.

## Ehrungen und Auszeichnungen
- 1966: Stevenson-Gedächtnispreis
- 1987: Verzicht Zieglers auf die ihm verliehene Auszeichnung Officier de l’Ordre des Arts et des Lettres, um nach der Wahl 1987 sein Mandat im Nationalrat ausüben zu können[43]
- 1999: Bruno-Kreisky-Preis für das politische Buch, verliehen für Zieglers Gesamtwerk
- 2000: Chevalier dans l’Ordre National des Arts et des Lettres
- 2006: Heckerhut, in Konstanz verliehen für sein Vertrauen in die Kraft des Wortes[44]
- 2008: Prix littéraire pour les droits de l’homme[45]
- 2008: Salzburger Landespreis für Zukunftsforschung[46][47]
- 2008/9: Ehrendoktorwürde der Universität Brüssel[21]
- 2009: Ehrendoktorwürde der Universität Paris 8 Vincennes-Saint Denis[48]
- 2009: «Thunpreis» der Stadt Thun[21]
- 2011: Auszeichnung einer (nie gehaltenen) Ansprache zur Eröffnung der Salzburger Festspiele 2011 als «Rede des Jahres» durch das Seminar für Allgemeine Rhetorik der Universität Tübingen[49]
- 2012: Blue Planet Award der Stiftung Ethecon[50]
- 2019: Otto-Bauer-Plakette der SPÖ

## Schriften (Auswahl)

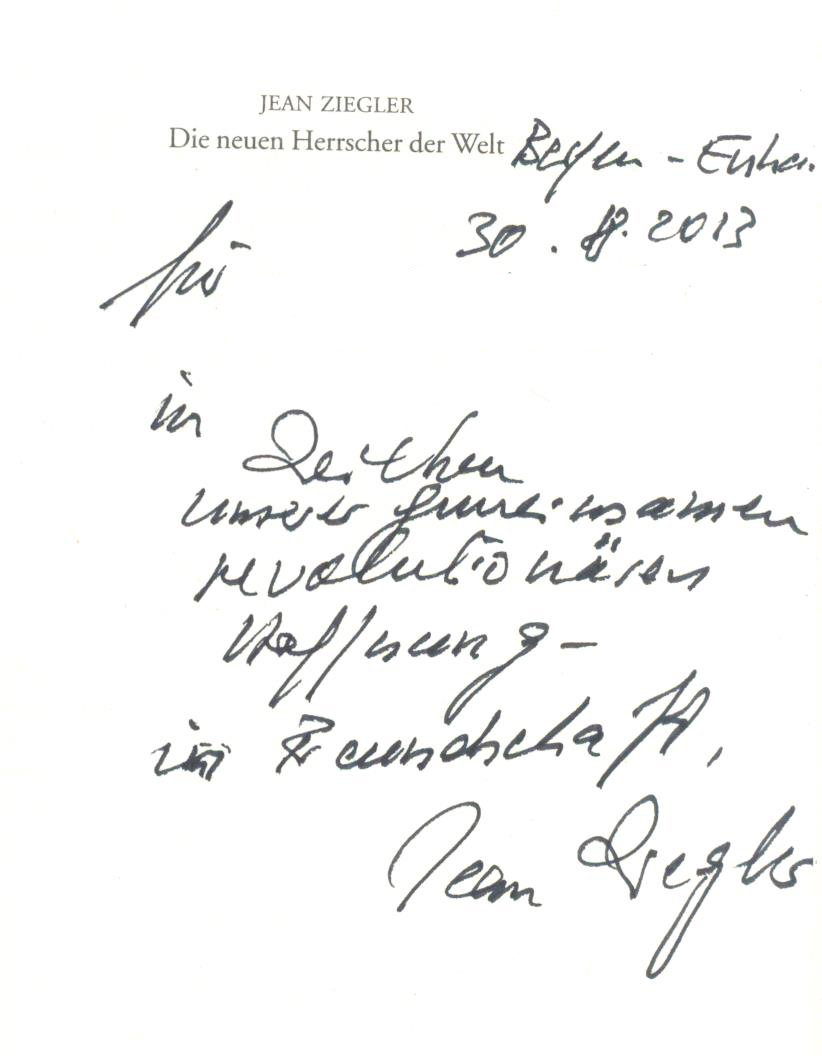
Autograph von Jean Ziegler

- Trotz alledem! Warum ich die Hoffnung auf eine bessere Welt nicht aufgebe. C. Bertelsmann, München 2025. ISBN 978-3-570-10580-1.
- Die Schande Europas. Von Flüchtlingen und Menschenrechten. Bertelsmann, München 2020, ISBN 978-3-570-10423-1.[51]
- Was ist so schlimm am Kapitalismus? Antworten auf die Fragen meiner Enkelin. C. Bertelsmann, München 2019, ISBN 978-3-570-10370-8.
- Wie herrlich, Schweizer zu sein. Erfahrungen mit einem schwierigen Land. Penguin, München 2017, ISBN 978-3-328-10234-2.
- «Wir sind gescheitert». In: Der Spiegel. Nr. 12, 2017 (online – Interview mit Jean Ziegler).
- Der schmale Grat der Hoffnung. Meine gewonnenen und verlorenen Kämpfe und die, die wir gemeinsam gewinnen werden. C. Bertelsmann, München 2017, ISBN 978-3-570-10328-9.
- Ändere die Welt! Warum wir die kannibalische Weltordnung stürzen müssen. C. Bertelsmann, München 2015, ISBN 978-3-570-10256-5.
- Wir lassen sie verhungern: Die Massenvernichtung in der Dritten Welt. Bertelsmann, München 2012, ISBN 978-3-570-10126-1.[52]
- Die Lebenden und der Tod.[53] Ecowin-Verlag 2012, ISBN 978-3-7110-0018-7. (Komplett überarbeitete Neuauflage des Buches von 1975)
- Der Aufstand des Gewissens: Die nicht-gehaltene Festspielrede 2011. Ecowin, Salzburg 2011, ISBN 978-3-7110-0016-3.
- Der Hass auf den Westen. Wie sich die armen Völker gegen den wirtschaftlichen Weltkrieg wehren. Bertelsmann, München 2009, ISBN 978-3-570-01132-4.
- Das Imperium der Schande. Der Kampf gegen Armut und Unterdrückung. Bertelsmann, München 2005, ISBN 3-570-00878-9; dazu: Polar-Rezension
- Die neuen Herrscher der Welt und ihre globalen Widersacher. Bertelsmann, München 2003, ISBN 3-570-00679-4.
- Vorwort in James H. Hatfield: Das Bush-Imperium. Wie George W. Bush zum Präsidenten gemacht wurde. Atlantik, Bremen 2002, ISBN 3-926529-42-3.
- Wie kommt der Hunger in die Welt? Ein Gespräch mit meinem Sohn. Bertelsmann, München 2002, ISBN 3-570-30059-5.
- Wie herrlich, Schweizer zu sein. Goldmann, München 2002, ISBN 3-442-15003-5.
- Die Barbaren kommen. Kapitalismus und organisiertes Verbrechen. Goldmann, München 1999, ISBN 3-442-15029-9.
- Die Schweiz, das Gold und die Toten. C. Bertelsmann, München 1998, ISBN 978-3-442-12783-2.
- Das Gold von Maniema. Roman. Knaus, München 1996, ISBN 3-8135-0032-2. (Neuauflage im Verlag Neuer Weg, 2010, ISBN 978-3-88021-378-4)
- Die Schweiz wäscht weißer. Die Finanzdrehscheibe des internationalen Verbrechens. R. Piper, München 1990, ISBN 3-492-03258-3. (Neuauflage bei Droemer Knaur, München 1992, ISBN 3-426-04857-4)
- Der Sieg der Besiegten. Unterdrückung und kultureller Widerstand. Peter Hammer, Wuppertal 1989, ISBN 3-87294-382-0.
- Genossen an der Macht. Von sozialistischen Idealen zur Staatsräson. Athenäum 1988, ISBN 3-610-08505-3.
- Burkina Faso – Eine Hoffnung für Afrika? Gespräch mit Thomas Sankara/Jean-Philippe Rapp. Rotpunktverlag, Zürich 1987, ISBN 3-85869-043-0.
- Das Schweizer Imperium. Rowohlt 1982. (Neuauflage bei rororo 1986, ISBN 3-499-17496-0)
- Gegen die Ordnung der Welt. Befreiungsbewegungen in Afrika und Lateinamerika. Peter Hammer, Wuppertal 1986, ISBN 3-87294-272-7.
- Afrika: Die neue Kolonisation. Luchterhand 1980, ISBN 3-472-88017-1; Titel der Originalausgabe: Main basse sur l’Afrique. Éditions du Seuil, 1978.
- Die Lebenden und der Tod. Luchterhand 1977. (Neuauflage bei Ullstein 1986, ISBN 3-548-35154-9)
- Eine Schweiz, über jeden Verdacht erhaben. Büchergilde Gutenberg 1982, ISBN 3-7632-2683-4.

## Filme
- Nicolas Wadimoff: Jean Ziegler – Der Optimismus des Willens. Dokumentarfilm, Schweiz 2016, 90 Min.[54]